# Modri bleščavec
Modri bleščavec (znanstveno ime Calopteryx virgo) je predstavnik enakokrilih kačjih pastirjev iz družine bleščavcev, ki živi v Evropi.

## Telesne značilnosti
Je največji predstavnik rodu Calopteryx, dolg med 45 in 49 mm (od tega zadek 31 do 42 mm), zadnje krilo je dolgo 24 do 36 mm. Samce prepoznamo po tem, da so njihova krila skoraj v celoti vijolične do temnomodre kovinske barve, po čemer je vrsta dobila tudi ime. Krila samic so različnih barv, od prosojne zelene do temno ebenovinaste. V primerjavi z drugimi predstavniki rodu so robustnejši in temnejši, imajo tudi širša krila (predvsem zadnja). Svetla pega na koncu zadka je rjave do rdečkaste barve.
Po obarvanosti kril samcev ločimo tri variante, ki jih po navadi obravnavamo na nivoju podvrste. Samci podvrste Calopteryx virgo virgo ima baze in skrajne konice kril brezbarvne, C. v. meridionalis ima brezbarvne samo baze kril, z ostrim robom obarvanega dela, C. v. festiva pa ima popolnoma obarvana krila. Samice s temnimi krili imajo lahko podoben vzorec kril kot samci tiste podvrste.

## Habitat in razširjenost
Najznačilnejši habitat vrste so gozdni potoki. Preferira temnejše okolje in hladnejše, hitreje tekoče vode kot ostali predstavniki rodu. Kjer se potok razširi ali gozd razredči, ga nadomesti pasasti bleščavec (C. splendens), a se območji njune razširjenosti precej prekrivata in križanci niso redek pojav. Jajčeca odlaga med vodno rastlinje in korenine obrežnih vodnih dreves v vodo, bogato s kisikom. Ob onesnaženih ali toplejših vodotokih je tudi populacija manjša. Leti od maja do septembra.
Modri bleščavec živi po vsej Evropi zahodno od Urala in v Anatoliji razen skrajnega severa Evrope in najbolj suhih predelov - južne Španije, večjega dela Panonske nižine ter osrednje Anatolije. Na največjem delu tega ozemlja je prisotna nominalna podvrsta (C. v. virgo), ki živi v grobem severno od Loare, Alp in Donave. Južno od Normandije in Ženeve živi podvrsta C. v. meridionalis, C. v. festiva pa na južnem Balkanu in v Anatoliji. Območja prekrivanja, kjer se pojavljajo vmesne oblike, so slabo poznana. Tudi v Sloveniji je vrsta splošno razširjena.